# Edelberg (Naturschutzgebiet)
Der Edelberg ist ein Naturschutzgebiet in Sachsenflur im Main-Tauber-Kreis in Baden-Württemberg.

## Geographie
Das Naturschutzgebiet liegt auf der Gemarkung Sachsenflur, einem Stadtteil von Lauda-Königshofen. Nahe dem Naturschutzgebiet liegen drei Bäche, die Balbach, die Umpfer und die Schüpfbach.

## Geschichte
Mit einer Verordnung des Regierungspräsidiums Stuttgart über das Naturschutzgebiet Edelberg vom 9. Juni 1978 wurde das 4,2 ha große Schutzgebiet ausgewiesen.

## Schutzzweck
Der Hauptsächliche Schutzzweck liegt darin, die landschaftliche Eigenart des Edelberges zu erhalten und somit den besonders Artenreichen Westhang zu schützen. Dieser ist optimal für wärmeliebende und trocken lebende Pflanzenarten und Tierarten.

## Flora und Fauna

### Flora
Der Edelberg beherbergt eine große Anzahl an schützenswerter Pflanzen. Beheimatet sind hier der Gewöhnlicher Fransenenzian (Gentianopsis ciliata), Kalk-Aster (Aster amellus), Blutroter Storchschnabel (Geranium sanguineum), Gewöhnliche Kuhschelle (Pulsatilla vulgaris), Berg-Leinblatt (Thesium bavarum), Schmalblättriger Lein (Linum tenuifolium), Mücken-Händelwurz (Gymnadenia conopsea), Grünliche Waldhyazinthe (Platanthera chlorantha), Fliegen-Ragwurz (Ophys insectifera), Hummel-Ragwurz (Ophys holoserica) und Helm-Knabenkraut (Orchis militaris).

### Fauna
Die Tierwelt des Edelberges ist noch wenig erforscht. Bekannte Tier oder Insektenarten sind der Alexis-Bläuling, der Storchschnabel-Bläuling, Zahnflügel-Bläuling.